# Симмонс, Бен
Бенджамин Дэвид (Бен) Симмонс (англ. Benjamin David "Ben" Simmons, род. 20 июля 1996 года в Мельбурне, Австралия) — австралийский баскетболист, выступающий за клуб НБА «Лос-Анджелес Клипперс» и сборную Австралии. Симмонс был выбран на драфте НБА 2016 года под первым номером. Кроме австралийского также имеет американское гражданство.

## Выступления за университет
Симмонс дебютировал за ЛСЮ в чемпионате NCAA 13 ноября 2015 года в матче против Макниз Стэйт. В своей первой игре на университетском уровне Бен вышел в стартовом составе и сделал дабл-дабл, набрав 11 очков и сделав 13 подборов. С его помощью ЛСЮ начали сезон с результатом 3-0, однако 23 ноября проиграли Маркетту. 2 декабря Симмонс в матче против Северной Флориды набрал 43 очка и сделал 14 подборов, 7 передач, 5 перехватов и 3 блок-шота, и помог «Тайгерс» прервать трёхматчевую проигрышную серию. Последний раз 43 очка в одном матче набирал Шакил О’Нил 28 декабря 1991 года. А после того, как Бен набрал 14 очков и сделал 10 подборов в матче против Кентукки, Мэджик Джонсон назвал молодого игрока лучшим универсальным игроком со времён Леброна Джеймса. 11 февраля Бен был включён в список 35 игроков претендующих на приз Нейсмита. Девять дней спустя руководство ЛСЮ убрало Симмонса из стартового состава команда в матче с Теннесси по «академическим причинам». Таким образом, он впервые в своей университетской карьере вышел на площадку со скамейки запасных.
21 марта 2016 года Симмонс объявил, что не собирается проводить оставшиеся три года в университете и планирует выставить свою кандидатуру на драфт НБА.

## Профессиональная карьера

### Филадельфия Севенти Сиксерс (2016—2022)
Бен Симмонс был выбран на драфте НБА 2016 года под общим первым номером клубом «Филадельфия Севенти Сиксерс». Уже 3 июля он подписал с командой контракт новичка и в составе «Сиксерс» принял участие в Летней лиге НБА 2016 года. В первых трёх играх турнира Симмонс показал крайне низкий процент реализации бросков с игры, однако обозреватели отметили его хорошее видение площадки и способность отдавать передачи.
30 сентября 2016 года во время предсезонной подготовки Симмонс подвернул лодыжку. После обследования было установлено, что Бен получил перелом пятой плюсневой кости правой ноги и, по оценкам, пропустит три-четыре месяца.
С начала сентября 2017 года Симмонс начал работать в тренировочном лагере, а также заявил о 100 % готовности к новому сезону. Несмотря на его подготовку, физические данные и видение площадки, игрок не рассматривался в качестве лучшего новичка сезона.
В официальном матче Симмонс дебютировал за «Филадельфия Севенти Сиксерс» 18 октября 2017 года в стартовой игре сезона 2017/18 против «Вашингтон Уизардс» (115—120). Игрок набрал 18 очков (7 из 15 бросков с игры), совершил 10 подборов, отдал 5 результативных передач, совершил 2 перехвата и 1 блок-шот. В своей третьей игре в НБА против «Торонто Рэпторс» Симмонс набрал 18 очков и сделал 10 подборов и 8 передач, став вторым игроком в истории НБА после Оскара Робертсона, кому удалось в одном из своих первых трёх матчей набрать не менее 10 очков, сделать не менее 10 подборов и не менее 5 передач. 23 октября в 4-й игре НБА в карьере против «Детройт Пистонс» Симмонс сделал трипл-дабл (21 очко, 12 подборов, 10 передач), став третьим игроком в истории, кому удалось сделал трипл-дабл в одной из своих 4 первых игр после Оскара Робертсона (1960) и Арта Уильямса (1967). 3 ноября сделал свой второй трипл-дабл в НБА в игре против «Индианы Пейсерс» (14 очков, 11 подборов, 11 передач).
Из-за постоянных штрафов за пропущенные игры в сезоне 2021/22 Симмонс стал самым штрафуемым игроком в истории НБА, причем, по сообщениям, к концу 2021 года сумма штрафов превысила 10 миллионов долларов. В январе 2022 года «Севенти Сиксерс», по сообщениям, сократили размер штрафов Симмонса в ответ на посещение им командных собраний и консультаций, но продолжали штрафовать его за пропущенные игры. Впоследствии Симмонс подал иск, чтобы вернуть почти 20 миллионов долларов зарплаты, удержанных с него «Севенти Сиксерс», и в августе 2022 года стороны заключили мировое соглашение на нераскрытую сумму.

### Бруклин Нетс (2022—2025)
10 февраля 2022 года Симмонс был обменян вместе с Андре Драммондом, Сетом Карри и двумя будущими первыми выборами драфта в «Бруклин Нетс» на Джеймса Хардена и Пола Миллсэпа. 21 марта у Симмонса диагностировали грыжу межпозвоночного диска. 4 апреля главный тренер «Нетс» Стив Нэш исключил Симмонса до конца регулярного сезона и турнира плей-ин. 21 апреля Симмонс планировал дебютировать в сезоне в 4 игре против «Бостон Селтикс» в первом раунде плей-офф. 24 апреля, в день матча, «Нетс» объявили, что Симмонс не примет участие в матче из-за болей в спине. 5 мая Симмонс перенес операцию на спине.
Симмонс дебютировал в составе «Нетс» 19 октября 2022 года, набрав четыре очка, пять подборов и пять передач в проигрыше от «Нью-Орлеан Пеликанс». 17 ноября он сделал максимальные в сезоне 13 подборов, а также набрал пятнадцать очков и сделал семь передач в победе над «Портленд Трэйл Блэйзерс».  Три дня спустя Симмонс набрал максимальные за сезон 22 очка, а также восемь подборов и пять передач в победе над «Мемфис Гриззлис». 12 января 2023 года он отдал максимальные за сезон 13 передач, а также девять подборов и два перехвата в поражении от «Бостон Селтикс». 17 января Симмонс оформил свой первый трипл-дабл в составе «Нетс», набрав десять очков, десять подборов и одиннадцать передач в матче с «Сан-Антонио Сперс». В феврале 2023 года Симмонсу сделали дренаж колена и ввели инъекцию плазмы для лечения продолжающегося воспаления левого колена, с которым он столкнулся в течение сезона. 5 марта главный тренер «Нетс» Жак Вон сообщил, что Симмонс прошел МРТ, которая выявила воспаление в спине. 16 марта Вон заявил, что Симмонс приступил к игровым тренировкам. 24 марта «Нетс» объявили, что у Симмонса диагностировано ущемление нерва в спине и он выбывает на неопределенный срок. На следующий день Вон заявил, что Симмонс, скорее всего, не будет играть до конца сезона. В сезоне 2022/23 Симмонс показал минимальные в карьере показатели по количеству минут за игру (26,3), очкам за игру (6,9), подборам за игру (6,3), передачам за игру (6,1) и проценту штрафных бросков (43,9). ESPN описал игру Симмонса как «резкий спад по сравнению с временами, когда он был звездой».
Пропустив первые 38 игр сезона НБА 2023/24, Симмонс дебютировал в сезоне 29 января 2024 года. В этой игре он набрал 10 очков, 11 передач и 8 подборов, когда «Нетс» обыграли «Юту Джаз» со счетом 147-114. Симмонс сыграл всего в 15 матчах за «Нетс», набирая в среднем 6,1 очка, 7,9 подбора и 5,7 передачи. 7 марта «Нетс» объявили, что Симмонс пропустит остаток сезона из-за ущемления нерва в нижней части спины. 15 марта он перенес микроскопическую частичную дискэктомию, чтобы облегчить последствия повреждения.
8 февраля 2025 года «Нетс» выкупили контракт игрока.

### Лос-Анджелес Клипперс (2025—настоящее время)
10 февраля 2025 года Симмонс подписал контракт с «Лос-Анджелес Клипперс». 13 февраля Симмонс дебютировал в составе «Клипперс», набрав 12 очков, семь подборов, шесть передач, три перехвата и один блок в победе над «Ютой Джаз» в овертайме со счетом 120:116.

## Выступления за национальную сборную
В июне 2013 года Симмонс принял участие в тренировочном лагере национальной сборной Австралии по баскетболу, после чего принял участие в чемпионате Океании по баскетболу 2013. В двух матчах против Новой Зеландии он в общей сложности набрал четыре очка, а его команда стала чемпионом.
В июле 2014 года Симмонс вошёл в расширенный состав сборной по подготовке к чемпионату мира по баскетболу 2014 года. Однако ему не удалось попасть в окончательный состав на турнир. В августе 2015 года Симмонс сообщил, что хотел бы представлять Австралию на летних Олимпийских играх 2016 года в Рио, и что он собирается завоевать там медаль. В апреле 2016 года Симмонс заявил, что не выступит на Играх 2016 года, так как намеревается лучше подготовиться к своему дебютному сезону в НБА. В октябре 2017 года Бен сообщил, что хотел бы сыграть за Австралию на Олимпийских играх 2020 года в Токио.

## Статистика

### Статистика в НБА
| Сезон                                                                                    | Команда     | Регулярный сезон | Регулярный сезон | Регулярный сезон | Регулярный сезон | Регулярный сезон | Регулярный сезон | Регулярный сезон | Регулярный сезон | Регулярный сезон | Регулярный сезон | Регулярный сезон | Серия плей-офф | Серия плей-офф | Серия плей-офф | Серия плей-офф | Серия плей-офф | Серия плей-офф | Серия плей-офф | Серия плей-офф | Серия плей-офф | Серия плей-офф | Серия плей-офф |
| Сезон                                                                                    | Команда     | GP               | GS               | MPG              | FG%              | 3P%              | FT%              | RPG              | APG              | SPG              | BPG              | PPG              | GP             | GS             | MPG            | FG%            | 3P%            | FT%            | RPG            | APG            | SPG            | BPG            | PPG            |
| ---------------------------------------------------------------------------------------- | ----------- | ---------------- | ---------------- | ---------------- | ---------------- | ---------------- | ---------------- | ---------------- | ---------------- | ---------------- | ---------------- | ---------------- | -------------- | -------------- | -------------- | -------------- | -------------- | -------------- | -------------- | -------------- | -------------- | -------------- | -------------- |
| 2017/18                                                                                  | Филадельфия | 81               | 81               | 33,7             | 54,5             | 0,0              | 56,0             | 8,1              | 8,2              | 1,7              | 0,9              | 15,8             | 10             | 10             | 36,9           | 48,8           | 0,0            | 70,7           | 9,4            | 7,7            | 1,7            | 0,8            | 16,3           |
| 2018/19                                                                                  | Филадельфия | 79               | 79               | 34,2             | 56,3             | 0,0              | 60,0             | 8,8              | 7,7              | 1,4              | 0,8              | 16,9             | 12             | 12             | 35,1           | 62,1           | -              | 57,5           | 7,1            | 6,0            | 1,3            | 1,0            | 13,9           |
| 2019/20                                                                                  | Филадельфия | 57               | 57               | 35,4             | 58,0             | 28,6             | 62,1             | 7,8              | 8,0              | 2,1              | 0,6              | 16,4             | Не участвовал  | Не участвовал  | Не участвовал  | Не участвовал  | Не участвовал  | Не участвовал  | Не участвовал  | Не участвовал  | Не участвовал  | Не участвовал  | Не участвовал  |
| 2020/21                                                                                  | Филадельфия | 58               | 58               | 32,4             | 55,7             | 30,0             | 61,3             | 7,2              | 6,9              | 1,6              | 0,6              | 14,3             | 12             | 12             | 33,5           | 62,1           | 0,0            | 34,2           | 7,9            | 8,8            | 1,3            | 0,8            | 11,9           |
| 2022/23                                                                                  | Бруклин     | 42               | 33               | 26,3             | 56,6             | 0,0              | 43,9             | 6,3              | 6,1              | 1,3              | 0,6              | 6,9              | Не участвовал  | Не участвовал  | Не участвовал  | Не участвовал  | Не участвовал  | Не участвовал  | Не участвовал  | Не участвовал  | Не участвовал  | Не участвовал  | Не участвовал  |
| 2023/24                                                                                  | Бруклин     | 15               | 12               | 23,9             | 58,1             | -                | 40,0             | 7,9              | 5,7              | 0,8              | 0,6              | 6,1              | Не участвовал  | Не участвовал  | Не участвовал  | Не участвовал  | Не участвовал  | Не участвовал  | Не участвовал  | Не участвовал  | Не участвовал  | Не участвовал  | Не участвовал  |
|                                                                                          | Всего       | 332              | 320              | 32,5             | 56,0             | 13,9             | 58,9             | 7,8              | 7,4              | 1,6              | 0,7              | 14,4             | 34             | 34             | 35,1           | 57,1           | 0,0            | 52,0           | 8,1            | 7,5            | 1,4            | 0,9            | 13,9           |
| Наведите курсор мыши на аббревиатуры в заголовке таблицы, чтобы прочесть их расшифровку. |             |                  |                  |                  |                  |                  |                  |                  |                  |                  |                  |                  |                |                |                |                |                |                |                |                |                |                |                |

### Статистика в NCAA
| Сезон | Команда | Conf  | Class | GP | GS | MPG  | FG%  | 3P%  | FT%  | RPG  | APG | SPG | BPG | PPG  |
| --- | ------- | ----- | ----- | -- | -- | ---- | ---- | ---- | ---- | ---- | --- | --- | --- | ---- |
| 2015/16 | ЛСЮ     | SEC   | FR    | 33 | 32 | 34,9 | 56,0 | 33,3 | 67,0 | 11,8 | 4,8 | 2,0 | 0,8 | 19,2 |
| Всего | Всего   | Всего | Всего | 33 | 32 | 34,9 | 56,0 | 33,3 | 67,0 | 11,8 | 4,8 | 2,0 | 0,8 | 19,2 |
| Наведите курсор мыши на аббревиатуры в заголовке таблицы, чтобы прочесть их расшифровку Статистика приведена с сайта sports-reference.com |         |       |       |    |    |      |      |      |      |      |     |     |     |      |